# Espejismos (álbum de El Otro Yo)
Espejismos es el quinto álbum de la banda de rock alternativo argentina El Otro Yo. Es un álbum compuesto por 12 pistas, entre las que destacan Nuevo Orden, Licuadora Mutiladora, Profundidad y Orión.

## Lista de canciones
1. Nuevo orden
2. Mascota del sistema
3. Ola salvaje
4. Licuadora mutiladora
5. Compañeros de ruta
6. Autodestrucción
7. Tu ángel
8. Profundidad
9. Debe cambiar
10. Pecadores
11. Viaje de luz
12. Orión